# Andrew Little
Andrew Little (n. Enniskillen, Irlanda del Norte el 12 de mayo de 1989) es un exfutbolista norirlandés y exseleccionado delantero del The Rangers Football Club de la Scottish Premiership y de la selección nacional de Irlanda del Norte, respectivamente. Se retiró el 6 de noviembre de 2018 en el Dumbarton FC.

## Carrera

### Juveniles
Little comenzó su carrera juvenil en el Ballinamanard United de Irlanda del Norte y luego se mudó a Escocia en 2006 donde se unió a la Academia del Rangers FC. Con el equipo sub-19 del Rangers se coronó campeón de la Scottish Youth Cup en 2008, anotando un en la final contra sus rivales del Old Firm, el Celtic FC.

### Rangers FC
Little hizo su debut profesional con el Rangers el 25 de abril de 2009 ingresando por Kris Boyd en el segundo tiempo de la victoria 3-0 sobre el St. Mirren FC por las semifinales de la Copa de Escocia. Su primer partido como titular llegó meses después, el 4 de octubre de 2009, iniciando el partido como defensor ante el Celtic, pero salió lesionado apenas 13 minutos después de haber iniciado el encuentro.
Little continuó jugando esporádicamente para el Rangers en las próximas dos temporadas hasta que sufrió una lesión seria en su cadera que lo dejó fuera de las canchas durante gran parte de la temporada 2010-11. Luego de su regreso, firmó una extensión de contrato por un año en julio de 2011.

### Port Vale
El 31 de agosto de 2011 Little fue enviado en calidad de préstamo al Port Vale FC de la Football League Two de Inglaterra hasta principios del año 2012. No obstante, luego de sufrir un daño en su ligamento tuvo que regresar al Rangers el 24 de octubre de 2011 tras haber jugado siete partidos con el club.

### Regreso al Rangers
Luego de recuperarse de su lesión Little volvió a ser un miembro regular del equipo, debutando en la temporada 2011-12 en febrero de 2012 y anotando un gol en la victoria 4-1 sobre Inverness. Little continuó jugando bien, anotando goles ante el Celtic el 26 de marzo y registrando un doblete ante el Hearts el 21 de abril.

## The Rangers FC
Little firmó un contrato por tres años con la nueva organización Rangers el 28 de julio de 2012. Debutó como titular al inicio de la temporada y el 18 de agosto registró su primera tripleta en la victoria 5-1 sobre East Stirlingshire.